# Solenopsis abdita
Solenopsis abdita é uma espécie de formiga do gênero Solenopsis, pertencente à subfamília Myrmicinae.